# Lampadina centenaria

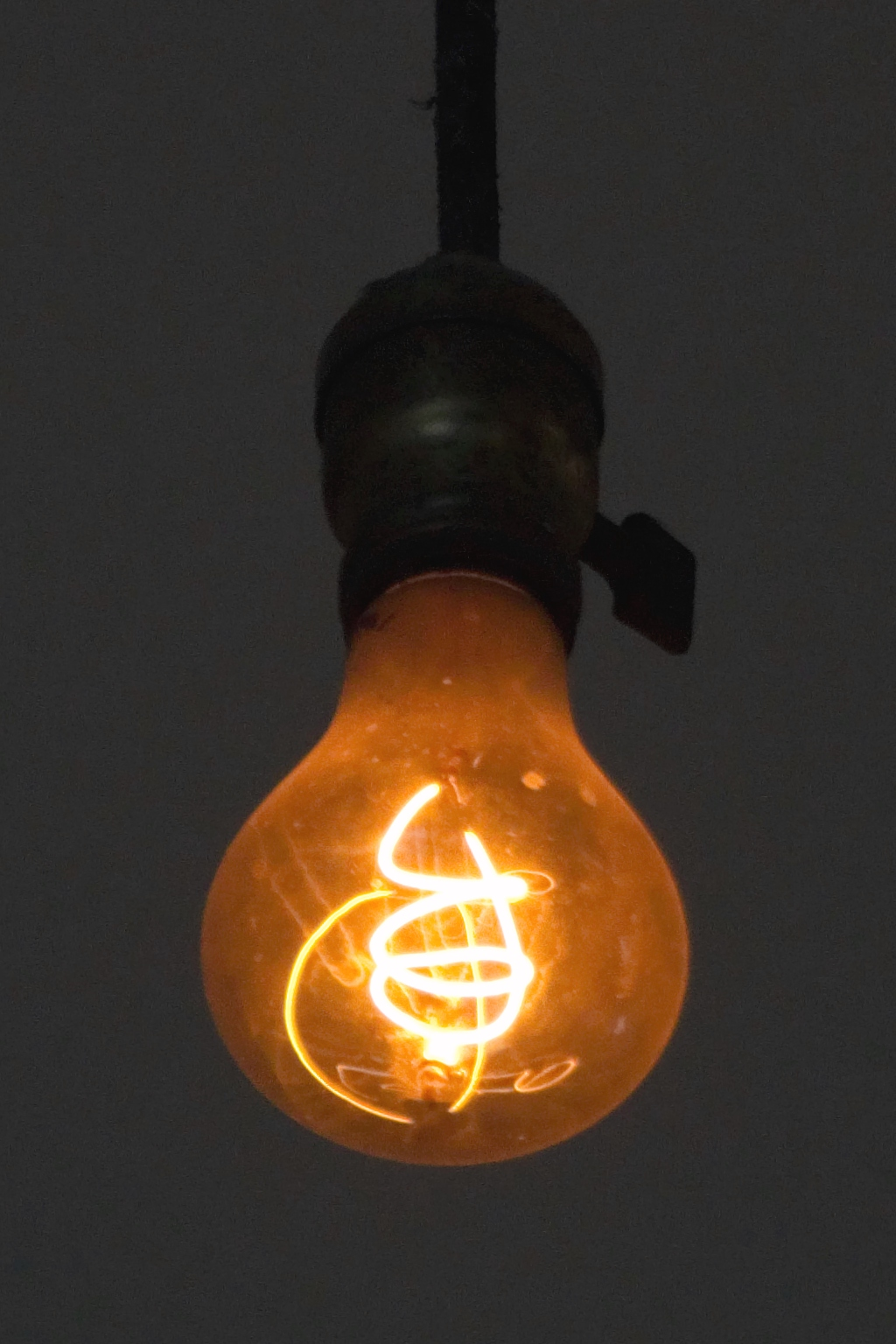
La lampadina centenaria di Livermore.

La lampadina centenaria (in inglese centennial light) è una lampadina a incandescenza con filamento in carbonio, funzionante da 124 anni, nella caserma dei vigili del fuoco di Livermore-Pleasanton, in California.
La longevità ne fa la lampadina con la maggior durata al mondo, motivo per cui è menzionata nel Guinness dei primati. Dagli inizi del ventunesimo secolo genera luce con una potenza di 4 W.
Considerato che le lampadine ad incandescenza di epoche successive avevano una durata di vita di circa 1000h a causa di un accordo fra i produttori, è spesso citata a proposito di obsolescenza programmata.

## Storia
La lampadina fu fabbricata a Shelby (Ohio) dalla Shelby Electric Company alla fine degli anni novanta dell'Ottocento.
In base al racconto di Zylpha Beck Bernal, essa fu donata ai vigili del fuoco da suo padre Dennis Bernal nel 1901. Bernal era proprietario degli impianti energetici e idrici di Livermore e donò la lampadina quando vendette l'azienda. Questa storia fu tramandata da vigili del fuoco volontari di quell'epoca.
La lampadina fu collocata in almeno quattro posti diversi. Originariamente fu installata ed utilizzata nella postazione di L. Street, successivamente venne trasferita in una rimessa utilizzata da vigili del fuoco e polizia nel centro di Livermore, poi fu trasferita nuovamente in un corridoio di una nuova struttura che ospitava, in sede unificata, tutti i dipartimenti.
Nel 1972 l'insolita longevità della lampadina fu notata dal giornalista Mike Dunstan, il quale, dopo settimane di interviste alle persone che avevano vissuto a Livermore per tutta la loro vita e dichiaravano di aver sempre visto tale lampadina in funzione, scrisse un articolo dal titolo "Quella che potrebbe essere la lampadina più antica del mondo", pubblicato dal Tri-Valley Herald. Dunstan in seguito fu contattato dal Guinness dei primati, da Robert Ripley (per la sua rubrica Believe it or not) e dalla General Electric, che confermarono che tale lampadina era la più duratura tra quelle note.
Fu quindi inclusa nel Guinness dei primati del 1972, come "La lampadina più duratura" sostituendo un'altra lampadina a Fort Worth (Texas), ma per cause non note è rimasta nel "libro" per sole 16 edizioni. Dal 1988 al 2006 questo primato non fu più citato.
Nel 1976 i vigili del fuoco si trasferirono nella Fire Station #6, East Avenue 4550 di Livermore, traslocandovi la lampadina.
Per lo spostamento fu reciso il cavo di alimentazione, poiché si temeva che l'estrazione della lampadina dal proprio portalampada avrebbe potuto danneggiarla.
La lampadina non fu alimentata durante il trasporto e, per sicurezza, fu riposta in un contenitore appositamente progettato, rimanendo spenta, in totale, per soli 22 minuti.
Da allora la lampadina è mantenuta accesa permanentemente, anche durante i black out, grazie all'ausilio di un apposito gruppo di continuità; è presente anche una webcam che la riprende ininterrottamente e rende possibile osservarla in tempo reale tramite un apposito sito Internet.
Nel 2001 ne fu celebrato il centenario con una festa con barbecue e musica dal vivo.
La notte del 20 maggio 2013 sembrava che la lampadina si fosse bruciata, in quanto dalla telecamera non si vedeva più luce; tuttavia, il 21 maggio alle 6:17, l'elettricista che era stato incaricato di confermare le condizioni della lampadina individuò un problema al cavo di alimentazione, il quale aveva generato un cortocircuito a causa della sua condizione ormai logora.
Successivamente fu quindi annunciato che era venuta a mancare l'alimentazione dedicata e che essa era stata bypassata da una prolunga provvisoria.
Durante la notte, la lampadina è rimasta fuori uso complessivamente per circa nove ore e mezza, al termine delle quali si è accesa di nuovo senza problemi.
Il lasso di tempo massimo per cui la lampadina ha continuato ininterrottamente ad illuminare è pari a 37 anni, dal 1976 al 2013; in precedenza fu spenta per brevi periodi, ad esempio per una settimana nel 1937 a causa di una ristrutturazione dei locali o per brevi interruzioni di alimentazione.
La lampadina è curata dal "Comitato Centennial Light", cioè una collaborazione tra i vigili del fuoco di Livermore-Pleasanton, Livermore Heritage Guild, il Lawrence Livermore National Laboratory e i Sandia National Laboratories. I pompieri di Livermore sono intenzionati a tenere accesa la lampadina finché essa non smetterà di funzionare definitivamente per cause naturali, tuttavia non hanno ancora progetti su come comportarsi in seguito.
Ripley's Believe it or Not! ha già fatto la richiesta per inserirla nel proprio museo.
La lunga vita del bulbo è attribuita alla sua bassa potenza, al funzionamento continuo e costante e alla presenza di un alimentatore dedicato; altri fattori considerati sono l'intrinseca qualità del filamento, il suo spessore superiore al normale e l'evidente buona qualità di vuoto generato nel bulbo.
Anche se il primato di durata appartiene alla Lampadina Centenaria, questa non è una singolarità perché anche altre lampadine del genere hanno funzionato, o stanno funzionando, da molto tempo.
Gli oppositori del Cartello Phoebus citano tale lampadina come prova dell'esistenza e dell'inizio, dopo la sua fabbricazione, dell'obsolescenza programmata per le lampadine, anche se talvolta non specificano che la durata di una lampadina ad incandescenza è inversamente proporzionale alla sua efficienza.

## Caratteristiche
In origine la lampadina aveva una potenza che si stima fosse compresa fra i 30 e i 60 W, che nel corso del tempo si è progressivamente ridotta (a causa della sublimazione del filamento) fino ai circa 4 W misurati nel 2003. È stata costruita impiegando un filamento di carbonio inglobato in un bulbo di vetro soffiato a mano, nel quale è stato praticato il vuoto. La brunitura visibile sulla superficie interna del bulbo è una conseguenza della scelta di non avervi inserito gas inerte: si tratta dei depositi di materiale sublimato dal filamento. La viròla (il tipo di attacco) è del tipo Tuttovetro (o Glassocket) ed è fissata tramite un portalampada con un perno filettato integrato. La curiosità di questa lampadina risiede proprio nell'aver raggiunto una durata così elevata pur utilizzando un filamento fatto di carbonio, che è un materiale teoricamente meno duraturo e resistente rispetto al tungsteno, utilizzato nei filamenti di tutte le lampadine a incandescenza prodotte dal 1906 fino all'entrata in vigore del divieto di vendita per questa tipologia di lampadine nel 2012.